# Lucha Fuentes
Luisa Estela Fuentes Quijandría (Ica, 19 de agosto de 1948-Lima, 28 de mayo de 2025), conocida como Lucha Fuentes, fue una  voleibolista peruana.

## Biografía
Nació en Ica, Perú, el 19 de agosto de 1948. Fue hija de Félix Fuentes y Estela Quijandría. A los 14 años fue incorporada al voleibol por Akira Kato y, antes de cumplir 15, integró el equipo del Colegio Divino Maestro en Lima. Cursó estudios de educación física en la Universidad Nacional Mayor de San Marcos.
Fue integrante de la selección nacional de voleibol del Perú durante las décadas de 1960 y 1970. Obtuvo títulos sudamericanos y subcampeonatos panamericanos. Participó en los Juegos Olímpicos de México 1968 y en la Copa del Mundo de 1973, en la que el equipo peruano ocupó el cuarto lugar en ambas competencias bajo la dirección de Akira Kato. Continuó formando parte del equipo nacional hasta el Campeonato Mundial de la URSS en 1978.
En 2000 fue nominada por la Federación Internacional de Voleibol en la elección de la mejor jugadora del siglo XX. Desde 2012 integró el Salón de la Fama del Deporte Peruano, distinción otorgada por el Comité Olímpico Peruano. En 2019 fue parte del relevo final de la antorcha panamericana en los Juegos Panamericanos de Lima.
En julio de 2024, el Ministerio de Cultura del Perú le otorgó la distinción de Personalidad Meritoria de la Cultura por su labor en el fomento de la inclusión y el respeto de la diversidad cultural a través del deporte.  En agosto de 2024, el Instituto Peruano del Deporte le rindió homenaje en el Coliseo Eduardo Dibós, previo a la final del Mundial Sub-17 de voleibol. En marzo de 2025, recibió un homenaje por parte del IPD en el marco del Día Internacional de la Mujer. En mayo del mismo año, fue homenajeada como Gloria de vóley peruano por la Federación Peruana de Voleibol, previo a la final de la Liga Peruana de Vóley 2024-25.
Falleció el 28 de mayo de 2025.

## Palmarés
- 1967: Subcampeón Panamericano a
- 1967: Campeón Sudamericano Santos[11]
- 1967: 4.º puesto Campeonato Mundial Japón.[cita requerida]
- 1968: 4.º puesto Olimpiadas de México
- 1969: Subcampeón Sudamericano Caracas[12]
- 1970: 14 puesto Campeonato Mundial Bulgaria.[cita requerida]
- 1971: Subcampeón Panamericano.[cita requerida]
- 1971: Campeón Sudamericano Montevideo[13]
- 1973: Campeón Sudamericano Bucaramanga[14]
- 1973: 4.º puesto Copa del Mundo Uruguay.[cita requerida]
- 1974: 8.º puesto Campeonato Mundial México.[cita requerida]
- 1975: Subcampeón Panamericano.[cita requerida]
- 1975: Campeón Sudamericano Asunción.[cita requerida]
- 1976: 7.º puesto Olimpiadas de Montreal.[cita requerida]
- 1977: Campeón Sudamericano Lima.[cita requerida]
- 1977: 5.º puesto Copa del Mundo Japón.[cita requerida]
- 1978: 10.º puesto Campeonato Mundial URSS 78.[cita requerida]
- 1979: Segundo lugar en los Panamericanos de San Juan, Puerto Rico.[cita requerida]
- 1979: Campeón Sudamericano Santa Fe, Argentina (con lo que marcó su retiro definitivo de las canchas).[cita requerida]